# Anne Elisabet Jensen
Anne Elisabet Jensen (* 17. August 1951 in Kalundborg) ist eine dänische Politikerin und Volkswirtin.

## Beruflicher Werdegang
Anne Elisabet Jensen erlangte 1978 ihren Hochschulabschluss in Politikwissenschaft an der Universität Kopenhagen. Von 1978 bis 1984 war sie als Abteilungsleiterin bei Privatbanken A/S beschäftigt, zwischen 1985 und 1994 wechselte sie innerhalb der Privatbanken/Unibank in eine Position als Chefvolkswirtin. 1994 bis 1996 war sie als Direktorin des Arbeitgeberverbandes Dansk Arbejdsgiverforening tätig. 1996 bis 1998 war sie Chefredakteurin der dänischen Tageszeitung Berlingske Tidende.

## Europa
Jensen war von 1999 bis 2014 Mitglied des Europäischen Parlaments der dänischen Partei Venstre, in der Allianz der Liberalen und Demokraten für Europa (ALDE). Sie war Mitglied des Haushaltsausschusses des Europäischen Parlaments. Des Weiteren war sie Stellvertreterin für den Ausschuss für Wirtschaft und Währung.
2018 wurde sie von der Europäischen Kommission zur Europäischen Koordinatorin für den transeuropäischen Verkehrskorridor “Ostsee–Adria” bestellt.